# Synoecetes alpinator
Synoecetes alpinator là một loài tò vò trong họ Ichneumonidae.